# Kat Dennings

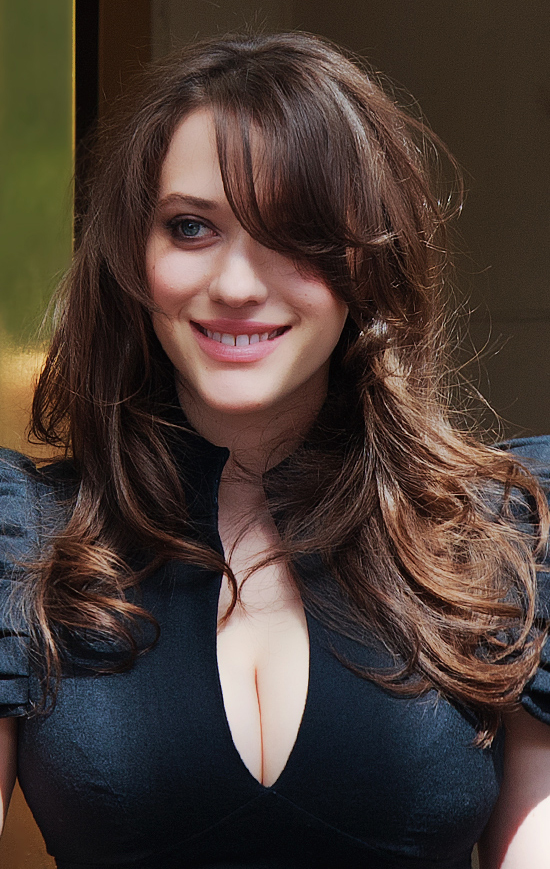
Kat Dennings auf dem Toronto International Film Festival im September 2010

Kat Dennings (* 13. Juni 1986 in Philadelphia, Pennsylvania als Katherine Victoria Litwack) ist eine US-amerikanische Schauspielerin.

## Leben und Karriere
Kat Dennings wuchs in Bryn Mawr als jüngstes von fünf Kindern einer jüdischen Familie auf. Nachdem Dennings zu Hause unterrichtet wurde, erlangte sie im Alter von 14 Jahren bereits ihren Highschoolabschluss. Kurz darauf zogen ihre Eltern mit ihr nach Los Angeles, wo sie ihrer Schauspielkarriere nachgehen konnte. Sie nahm schon in jungen Jahren ihren Künstlernamen Dennings an.
Ihr Schauspieldebüt gab Kat Dennings in einer Episode der Fernsehserie Sex and the City im Jahr 2000. Danach trat sie in vielen US-Fernsehserien wie CSI: Vegas, CSI: NY oder Emergency Room – Die Notaufnahme in Erscheinung. In der Fernsehkomödie Das Scream Team (2002) spielte sie eine der größeren Rollen. Für die Rolle im Musikfilm Raise Your Voice – Lebe deinen Traum von 2004, in dem sie an der Seite von Hilary Duff auftrat, lernte sie, Klavier zu spielen. In der Komödie Big Mama’s Haus 2 (2006) war sie an der Seite von Martin Lawrence, Nia Long und Emily Procter in einer noch größeren Rolle zu sehen. In der Komödie Charlie Bartlett spielte sie 2007 die Rolle der Tochter eines Schuldirektors (Robert Downey Jr.), die eine Beziehung mit dessen Schüler (Anton Yelchin) eingeht. 2008 hatte sie ihre erste Hauptrolle in Nick und Norah – Soundtrack einer Nacht.
Seit ihrer Rolle als Darcy Lewis in Thor von 2011 tritt sie regelmäßig in Werken des Marvel Cinematic Universe als Schauspielerin und Synchronsprecherin in Erscheinung. Von 2011 bis 2017 spielte sie als Max Black eine der Hauptfiguren der Sitcom 2 Broke Girls. Von 2017 bis 2020 sprach sie das Mädchen Leah in der Netflix-Zeichentrickserie Big Mouth. Ihr Schaffen für Film und Fernsehen umfasst mehr als 50 Produktionen.
Dennings war knapp drei Jahre mit Nick Zano liiert, der auch eine Nebenrolle in 2 Broke Girls innehatte. Von Oktober 2014 bis zur freundschaftlichen Trennung 2016 waren sie und Josh Groban ein Paar.

## Filmografie (Auswahl)

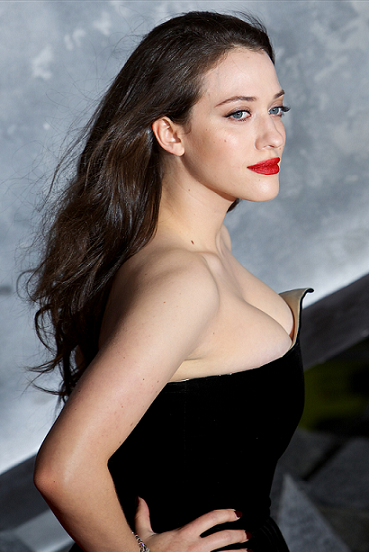
Kat Dennings auf der Premiere von Thor – The Dark Kingdom im Oktober 2013

- 2000: Sex and the City (Fernsehserie, Episode 3x15 Kinder, Kinder)
- 2001–2002: Raising Dad – Wer erzieht wen? (Raising Dad, Fernsehserie, 22 Episoden)
- 2002: Das Scream Team (The Scream Team, Fernsehfilm)
- 2003: Without a Trace – Spurlos verschwunden (Without a Trace, Fernsehserie, Episode 2x06 Eine ehrenwerte Stadt)
- 2003: Office Girl (Fernsehserie, Episode 2x10 Nur Freunde)
- 2003: The Snobs (Fernsehfilm)
- 2004: CSI: Vegas (CSI: Crime Scene Investigation, Fernsehserie, Episode 4x15 Kaltblütig)
- 2004: Sudbury (Fernsehfilm)
- 2004: Raise Your Voice – Lebe deinen Traum (Raise Your Voice)
- 2005: Clubhouse (Fernsehserie, Episode 1x08 Stealing Home)
- 2005: CSI: NY (Fernsehserie, Episode 2x07 Treibjagd)
- 2005: Down in the Valley
- 2005: Jungfrau (40), männlich, sucht… (The 40 Year-Old Virgin)
- 2005: London – Liebe des Lebens? (London)
- 2005–2006: Emergency Room – Die Notaufnahme (ER, Fernsehserie, fünf Episoden)
- 2006: Big Mama’s Haus 2 (Big Momma’s House 2)
- 2007: Charlie Bartlett
- 2008: Nick und Norah – Soundtrack einer Nacht (Nick and Norah’s Infinite Playlist)
- 2008: House Bunny (The House Bunny)
- 2009: Der göttliche Mister Faber (Arlen Faber)
- 2009: Das Geheimnis des Regenbogensteins (Shorts)
- 2009: Defendor
- 2009–2010: American Dad (American Dad!, Fernsehserie, zwei Episoden, verschiedene Stimmen)
- 2010: Daydream Nation
- 2011: Thor
- 2011–2017: 2 Broke Girls (Fernsehserie, 138 Episoden)
- 2012: Robot Chicken (Fernsehserie, Episode 6x01 Executed by the State, Stimme)
- 2012: To Write Love on Her Arms
- 2013: Thor – The Dark Kingdom (Thor: The Dark World)
- 2014: The Newsroom (Fernsehserie, Episode 3x02 Run)
- 2014: Suburban Gothic
- 2015: Hollywood Adventures
- 2015–2018: Drunk History (Fernsehserie, drei Episoden, verschiedene Rollen)
- 2017–2020: Big Mouth (Fernsehserie, 14 Episoden, Stimme)
- 2017: Die Simpsons (The Simpsons, Fernsehserie, Episode 29x08 Mr. Lisa’s Opus, Stimme)
- 2018: Dallas & Robo (Fernsehserie, acht Episoden, Stimme)
- 2019–2022: Dollface (Fernsehserie, 20 Episoden)
- 2020: Friendsgiving
- 2021: WandaVision (Fernsehserie, fünf Episoden)
- 2021: Marvel Studios: Gemeinsam Unbesiegbar (Marvel Studios: Assembled, Dokumentarserie, Episode 1x01 The Making of WandaVision)
- 2021, 2023–2024: What If…? (Fernsehserie, vier Episoden, Stimme)
- 2022: Thor: Love and Thunder
- seit 2025: Shifting Gears (Fernsehserie)